# Xiang Jingyu
Xiang Jingyu (ur. 4 września 1895 w Xupu w prow. Hunan, zm. 1 maja 1928) – chińska działaczka komunistyczna.
Była dziewiątym dzieckiem kupca Xianga Ruilinga. Ukończyła szkołę w Changsha, następnie pracowała (do 1919) jako nauczycielka. W 1919 roku wyjechała na studia do Francji, gdzie związała się z ruchem komunistycznym. Do kraju powróciła w 1921, w tym też roku wstąpiła do KPCh. W lipcu 1922, na II Zjeździe Partii, wybrana na członka KC, przewodniczyła Wydziałowi Kobiecemu. Od 1925 do 1927 studiowała w ZSRR. Po przyjeździe do Chin działała w komunistycznym podziemiu w Wuhanie. Aresztowana na początku 1928, następnie stracona.